# Lancieri Novara 2011
Questa voce raccoglie le informazioni riguardanti i Lancieri Novara nelle competizioni ufficiali della stagione 2011.

## Roster
| Roster dei Lancieri Novara (2011) |
| --- |
| Quarterback - 16 Nicolò Zanforlin Running Back - 1 U. Renaldo - 4 Gabriele Canonico - 8 Elia Bergantin - 48 Simone Purghè Wide Receiver - 9 Diego Ricci - 11 A. Doro - 84 F. Ferrari Tight End - 89 Andrea Di Girolamo Offensive Linemen Defensive Linemen - 60 R. Scarpelli - 66 Francesco Meduri Linebacker - 7 Mahmoud Soliman Defensive Back - 49 Lucas Rocha CB - 20 F. Ghazal Special Team - 50 Elio Figliola K/P Coaching staff Leonardo Pozzato |

## Silver League FIF 2011

### Stagione regolare

#### Andata
| Grugliasco 12 marzo 2011, ore 21:00 CEST Week 1 | Bad Bees Avigliana | 26 – 18 (6-12 8-0 6-0 6-6) referto                                                                       | Lancieri Novara | Campo Comunale |
| \| \| \| \| \| Maritano G. Q1 (TD) 42yd run Ferraro F. Q2 (TD) 10yd run D'Ulisse F. Q2 (tpc) rush Zaramella A. Q3 (TD) 20yd run Maritano G. Q4 (TD) 12yd pass da Cazzamani L. \| Marcatori \| Bergantin E. Q1 (TD) 7yd run Di Girolamo A. Q1 (TD) endzone fumble recover Bergantin E. Q4 (TD) 40yd run \| |                    | |                 |                |
| |                    | |                 |                |
| Maritano G. Q1 (TD) 42yd run Ferraro F. Q2 (TD) 10yd run D'Ulisse F. Q2 (tpc) rush Zaramella A. Q3 (TD) 20yd run Maritano G. Q4 (TD) 12yd pass da Cazzamani L. | Marcatori          | Bergantin E. Q1 (TD) 7yd run Di Girolamo A. Q1 (TD) endzone fumble recover Bergantin E. Q4 (TD) 40yd run |                 |                |

| Caltignaga 20 marzo 2011, ore 14:30 CEST Week 2 | Lancieri Novara | 8 – 16 (0-8 8-8 0-0 0-0) referto                                                                   | Raptors Canavese | Campo Comunale |
| \| \| \| \| \| Bergantin E. Q2 (TD) 4yd run Bergantin E. Q2 (tpc) rush \| Marcatori \| Burzio P. Q1 (TD) 6yd run Megna A. Q1 (tpc) rush Burzio P. Q2 (TD) 10yd run Megna A. Q2 (tpc) rush \| |                 | |                  |                |
| |                 | |                  |                |
| Bergantin E. Q2 (TD) 4yd run Bergantin E. Q2 (tpc) rush | Marcatori       | Burzio P. Q1 (TD) 6yd run Megna A. Q1 (tpc) rush Burzio P. Q2 (TD) 10yd run Megna A. Q2 (tpc) rush |                  |                |

| Caltignaga 3 aprile 2011, ore 15:00 CEST Week 3 | Lancieri Novara | 6 – 38 (0-8 0-18 0-12 6-0) referto | Skorpions Varese | Campo Comunale |
| \| \| \| \| \| Zanforlin N. Q4 (TD) 6yd run \| Marcatori \| Giorgetti G. Q1 (TD) 30yd run Giorgetti G. Q1 (tpc) rush Granelli S. Q2 (TD) 70yd punt return Granelli S. Q2 (TD) 70yd punt return Barbaro A. Q2 (TD) 35yd run Calzavara M. Q3 (TD) 6yd run Calzavara M. Q3 (TD) 7yd run \| |                 | |                  |                |
| |                 | |                  |                |
| Zanforlin N. Q4 (TD) 6yd run | Marcatori       | Giorgetti G. Q1 (TD) 30yd run Giorgetti G. Q1 (tpc) rush Granelli S. Q2 (TD) 70yd punt return Granelli S. Q2 (TD) 70yd punt return Barbaro A. Q2 (TD) 35yd run Calzavara M. Q3 (TD) 6yd run Calzavara M. Q3 (TD) 7yd run |                  |                |

#### Ritorno
| Pavone Canavese 10 aprile 2011, ore 15:00 CEST Week 4 | Raptors Canavese | 6 – 19 (0-6 0-0 6-13 0-0) referto | Lancieri Novara | Campo Sportivo Comunale |
| \| \| \| \| \| Burzio P. Q3 (TD) 28yd pass da Passador A. \| Marcatori \| Di Girolamo A. Q1 (TD) 4yd pass da Zanforlin N. Doro A. Q1 (TD) 13yd pass da Zanforlin N. Meduri F . (qe) (TD) 10yd fumble return Figliola E. Q3 (pat) \| |                  | |                 |                         |
| |                  | |                 |                         |
| Burzio P. Q3 (TD) 28yd pass da Passador A. | Marcatori        | Di Girolamo A. Q1 (TD) 4yd pass da Zanforlin N. Doro A. Q1 (TD) 13yd pass da Zanforlin N. Meduri F . (qe) (TD) 10yd fumble return Figliola E. Q3 (pat) |                 |                         |

| Caltignaga 17 aprile 2011, ore 15:00 CEST | Lancieri Novara | 26 – 20 (6-0 7-0 7-14 6-6) referto | Bad Bees Avigliana |  |
| \| \| \| \| \| Ricci D. Q1 (TD) 42yd run Di Girolamo A. Q2 (TD) 4yd pass da Zanforlin N. Figliola E. Q2 (pat) Ricci D. Q3 (TD) 2yd run Figliola E. Q3 (pat) Zanforlin N. Q4 (TD) 5yd run \| Marcatori \| Maritano G. Q3 (TD) 57yd pass da D'Ulisse F. Maritano G. Q3 (TD) 83yd kickoff return Maritano G. Q3 (tpc) pass da D'Ulisse F. Ferrero L. Q4 (TD) 35yd run \| |                 | |                    |  |
| |                 | |                    |  |
| Ricci D. Q1 (TD) 42yd run Di Girolamo A. Q2 (TD) 4yd pass da Zanforlin N. Figliola E. Q2 (pat) Ricci D. Q3 (TD) 2yd run Figliola E. Q3 (pat) Zanforlin N. Q4 (TD) 5yd run | Marcatori       | Maritano G. Q3 (TD) 57yd pass da D'Ulisse F. Maritano G. Q3 (TD) 83yd kickoff return Maritano G. Q3 (tpc) pass da D'Ulisse F. Ferrero L. Q4 (TD) 35yd run |                    |  |

| Vedano Olona 1º maggio 2011, ore 15:00 CEST | Skorpions Varese | 18 – 0 (12-0 0-0 0-0 6-0) referto | Lancieri Novara | Campo Comunale, via Volta |
| \| \| \| \| \| Facetti A. Q1 (TD) 5yd pass da Giorgetti G. Granelli S. Q1 (TD) 75yd punt return Malomo A. Q4 (TD) 22yd pass da Giorgetti G. \| Marcatori \| \| |                  |                                   |                 |                           |
| |                  |                                   |                 |                           |
| Facetti A. Q1 (TD) 5yd pass da Giorgetti G. Granelli S. Q1 (TD) 75yd punt return Malomo A. Q4 (TD) 22yd pass da Giorgetti G.                                   | Marcatori        |                                   |                 |                           |

## Statistiche di squadra
| Competizione | %Vittorie | In casa | In casa | In casa | In casa | In casa | In casa | In trasferta | In trasferta | In trasferta | In trasferta | In trasferta | In trasferta | Totale | Totale | Totale | Totale | Totale | Totale |
| Competizione | %Vittorie | G       | V       | N       | P       | Pf      | Ps      | G            | V            | N            | P            | Pf           | Ps           | G      | V      | N      | P      | Pf     | Ps     |
| ------------ | --------- | ------- | ------- | ------- | ------- | ------- | ------- | ------------ | ------------ | ------------ | ------------ | ------------ | ------------ | ------ | ------ | ------ | ------ | ------ | ------ |
| Campionato   | .333      | 3       | 1       | 0       | 2       | 40      | 74      | 3            | 1            | 0            | 2            | 37           | 50           | 6      | 2      | 0      | 4      | 77     | 124    |
| Totale       | .333      | 3       | 1       | 0       | 2       | 40      | 74      | 3            | 1            | 0            | 2            | 37           | 50           | 6      | 2      | 0      | 4      | 77     | 124    |